# Провулок Леоніда Ступницького (Житомир)
Провулок Леоніда Ступницького — провулок в Богунському районі Житомира. Названий на честь українського військового діяча Армії УНР, «Поліської Січі» та УПА, полковника Армії УНР, генерала-хорунжого УПА Леоніда Ступницького.

## Історія
До 20 травня 2016 року мав назву провулок Сергія Тюленіна. Відповідно до розпорядження голови Житомирської ОДА був перейменований на провулок Леоніда Ступницького.